# 송기수의 묘역
송기수의 묘역(宋麒壽의 墓域)은 대전광역시 동구 주산동에 있는 조선시대 송기수의 묘역이다. 2012년 9월 29일 대전광역시의 기념물 제47호로 지정되었다.

## 지정 사유
추파 송기수는 조선 중기 대전 지역에서 출생한 역사적인 인물이며, 그의 묘와 각종 석물 등은 당시 조선시대 사대부의 묘제 연구에 좋은 자료임. 특히 문인석은 대전에서 확인된 것 중 최대의 규모로 예술성 또한 뛰어나며, 묘표, 작명 등 다른 석물들도 16세기 후반의 특징을 잘 보여주는 뛰어난 작품들로 조선시대 석조예술품의 연구자료로 가치가 높다.

## 같이 보기
- 송기수

## 참고 자료
- 송기수의 묘역 - 국가유산청 국가유산포털